# Festa de l'Unità
La festa de l'Unità (Fiesta de la Unidad) es el nombre que toman los festivales organizados periódicamente en numerosos municipios de Italia por el Partido Comunista Italiano, Partido Democrático de la Izquierda, los Demócratas de Izquierda y el Partido Democrático. 
Las festividades de la Unidad pueden ser locales (de común o circunscripción, organizadas por las secciones relativas de la fiesta), provinciales o temáticas. Luego hay una celebración anual de la Unidad Nacional, organizada en una ciudad especialmente elegida.
Las festividades de la Unidad generalmente albergan espacios para debates, espectáculos, conciertos y puestos de comida. La organización es administrada por voluntarios registrados o simpatizantes del partido, mientras que la participación, especialmente en las áreas de Italia históricamente cercanas al centro-izquierda, está abierta a todos los ciudadanos.

## Historia

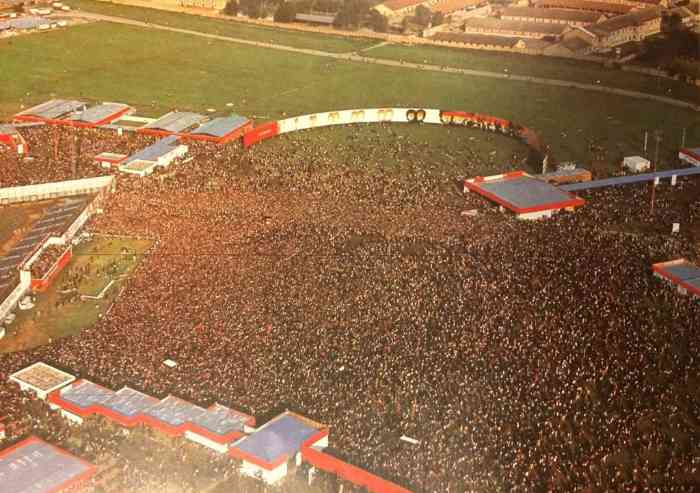
Conferencia de Enrico Berlinguer de 18 de septiembre de 1977 en la Festa Nazionale de l'Unità de Modena

Originalmente las festividades fueron organizadas por el PCI para financiar la unidad de prensa oficial de la Unidad. El primero de estos festivales está programado para el 2 de septiembre de 1945, cuando la guerra acaba de terminar, en los municipios de Mariano Comense y Lentate sul Seveso en Lombardía, y se llama "Grande scampagnata de l'Unità". La idea de un partido vinculado al periódico del partido proviene de los exiliados comunistas que el año anterior participaron en París en el partido de L'Humanité, el periódico del Partido Comunista francés. A la fiesta asisten los exponentes más importantes de la fiesta, incluidos Giorgio Amendola, Emilio Sereni, Cino Moscatelli, Giancarlo Pajetta y Luigi Longo. Con los años, el sistema Feste de l'Unità se ha extendido por todo el territorio italiano y se ha convertido en una de las principales fuentes de autofinanciación de fiestas, especialmente en lo que respecta a los festivales locales organizados por las Secciones. 
De 1979 a 2013, una treintena de ediciones de la Fiesta Nacional de la Nieve, organizada por primera vez en Folgaria, se llevaron a cabo en la temporada de invierno.
En la disolución del PCI, el Partido de la Refundación Comunista comenzó el " Partido de la Liberación " y el Partido Comunista Italiano en la "Festa della Rinascita". Cuando el DS ingresa al PD, surge una discusión sobre los partidos de Unity y su papel en la nueva formación política. La coordinación del DS llamada "Sistema nacional de los partidos de la Unidad" asume temporalmente la denominación de Partido del PD. 
Al nacer el Partido Democrático el nombre de la conferencia ha cambiado de Festa de l'Unità a Festa Democratica. A nivel provincial y local, algunos festivales han mantenido el nombre tradicional de Festa de l'Unità  , mientras que otros han adoptado nuevos nombres como la Fiesta del Partido Democrático o la Festa di (nombre del lugar). En 2009, la Fiesta del Partido Democrático tomó el nombre de Festa Democratica y su propio logotipo de reconocimiento .
En junio de 2014, a propuesta de su secretario nacional Matteo Renzi, el Partido Democrático sancionó el regreso al nombre tradicional de "Festa de l'Unità".

## Feste nazionali de l'Unità[7]
- 1945: Mariano Comense
- 1946: Tradate Comasco
- 1947: Monza
- 1948: Monza e Roma
- 1949: Monza
- 1950: Génova
- 1951: Bologna
- 1952: Torino
- 1953: Milano
- 1954: Roma
- 1955: Génova
- 1956: Roma
- 1957: Modena
- 1958: Milano
- 1959: Ancona
- 1960: Ferrara
- 1961: Siena
- 1962: Milano
- 1963: Firenze
- 1964: Bologna
- 1965: Génova
- 1966: Modena
- 1967: Milano
- 1968: Bologna
- 1969: Livorno
- 1970: Firenze
- 1971: Torino
- 1972: Roma
- 1973: Milano
- 1974: Bologna
- 1975: Firenze
- 1976: Napoli
- 1977: Modena
- 1978: Génova
- 1979: Milano
- 1980: Bologna
- 1981: Torino
- 1982: Pisa "Tirrenia"
- 1983: Reggio Emilia
- 1984: Roma
- 1985: Ferrara
- 1986: Milano
- 1987: Bologna
- 1988: Firenze "Campi Bisenzio"
- 1989: Génova
- 1990: Modena
- 1991: Bologna
- 1992: Reggio Emilia
- 1993: Bologna
- 1994: Modena
- 1995: Reggio Emilia
- 1996: Modena
- 1997: Reggio Emilia
- 1998: Bologna
- 1999: Modena
- 2000: Bologna
- 2001: Reggio Emilia
- 2002: Modena
- 2003: Bologna
- 2004: Génova
- 2005: Milano
- 2006: Pesaro
- 2007: Bologna
- De 2008 a 2013 Feste Democratiche Nazionali
- 2014: Bologna
- 2015: Bologna "Festa del Settantesimo" y Milano
- 2016: Catania
- 2017: Imola
- 2018: Ravenna

## Feste nazionali de l'Unità en la nieve
- 1979: Folgaria[8]
- 1980: Folgaria[8]
- 1981: Folgaria[8]
- 1982: Folgaria[8]
- 1983: Folgaria
- 1985: Bormio[8]
- 1986: Bormio[9]
- 1987: Moena[10]
- 1990: Bormio[9]
- 1994: Andalo[11]
- 1998: Folgaria[12]
- 2001:  Andalo[13]
- 2002: Moena[14]
- 2003: Folgaria
- 2004: Folgaria
- 2006: Andalo
- 2007: Andalo
- 2008: Moena
- Dal 2009 Feste Democratiche Nazionali
- 2009: Moena[15]
- 2010: Folgaria[16]
- 2011: Folgaria
- 2012: Folgaria
- 2013: Folgaria

## Feste Democratiche nacionales
- 2008: Florencia
- 2009: Génova
- 2010: Torino
- 2011: Pesaro
- 2012: Reggio Emilia
- 2013: Génova

## Festa de l'Unità en cultura de masas
Las fiestas de l'Unità han estado representadas en numerosas películas, entre ellas:
- Prima della rivoluzione (1964) por Bernardo Bertolucci
- Dramma della gelosia - Tutti i particolari in cronaca (1970) por Ettore Scola
- La patata bollente (1979) por Steno
- Zitti e mosca (1991) por Alessandro Benvenuti
- Gli ultimi (2004), por Riccardo Marchesini